# Tỉnh ủy An Giang
Tỉnh ủy An Giang hay còn được gọi Ban Chấp hành Đảng bộ tỉnh An Giang, hay Đảng ủy tỉnh An Giang. Là cơ quan lãnh đạo cao nhất của Đảng bộ tỉnh An Giang giữa hai kỳ đại hội đại biểu Đảng bộ tỉnh, do Đại hội Đại biểu Đảng bộ tỉnh bầu.
Ngày 18 tháng 6 năm 2025, Bộ Chính trị ban hành Quyết định số 328-QĐ/TW thành lập Đảng bộ tỉnh An Giang trực thuộc Ban Chấp hành Trung ương Đảng, trên cơ sở hợp nhất Đảng bộ tỉnh An Giang và tỉnh Kiên Giang kể từ ngày 1 tháng 7 năm 2025.
Đứng đầu Tỉnh ủy là Bí thư Tỉnh ủy và thường là Ủy viên Ban Chấp hành Trung ương Đảng. Bí thư hiện tại là Ủy viên Trung ương Đảng Nguyễn Tiến Hải 

## Lịch sử

### Trước khi thành lập Đảng
Phong trào cách mạng yêu nước cuối những năm 1920 phát triển mạnh mẽ. Tháng 9/1926 tại Ô Môn - Cần Thơ, Châu Văn Liêm cùng một số giáo viên, học sinh, nhà nho yêu nước ở Long Xuyên, Cần Thơ lập ra "Việt Nam Phục Quốc Đảng". Giữa tháng 8/1927, Việt Nam phục quốc Đảng cử 9 người sang Trung Quốc học tập, trong đó có Trần Văn Thạnh (Chợ Mới) và Nguyễn Văn Cưng (Lấp Vò).
Cuối năm 1927, tại Long Điền (Chợ Mới) Chi bộ Hội Viết Nam Cách mạng thanh niên của Long Xuyên, Châu Đốc ra đời gồm ba người: Châu Văn Liêm, Bùi Trung Phẩm và Lâm Văn Cẩn.
Tháng 2/1928, Tỉnh bộ Hội Việt Nam cách mạng Thanh niên tỉnh Long Xuyên được thành lập, Châu Văn Liêm được chỉ định làm Bí thư. Tháng 2/1929, Châu Văn Liêm được rút về Sài Gòn bổ sung vào Ban Thường vụ Kỳ bộ. Nguyễn Văn Cưng lên làm Bí thư.

### Giai đoạn 1930-1945
Tháng 3/1930, lãnh đạo Hội Thanh niên ở Long Xuyên như Nguyễn Văn Cưng, Bảy Xuyến... được kết vào Đảng Cộng sản Việt Nam, cùng Lưu Kim Phong (cán bộ Đặc ủy) hình thành Ban Chấp ủy lâm thời tỉnh Long Xuyên do Nguyễn Văn Cưng làm Bí thư. Tháng 9/1930, Nguyễn Văn Cưng bị thực dân Pháp bắt, Lưu Kim Phong lãnh đạo Tỉnh ủy lâm thời.
Cuối tháng 4/1930, Phạm Hữu Lầu thay mặt Xứ ủy Nam kỳ về triển khai kế hoạch cho Đặc ủy Hậu Giang. Đặc ủy trực tiếp lãnh đạo phong trào đấu tranh ở Chợ Mới và Cao Lãnh. Tháng 7/1931, sau khi Đặc ủy Hậu Giang bị phá vỡ, Đặc ủy Long - Châu - Rạch - Hà được hình thành.

## Đại hội Đại biểu Đảng bộ
| Đại hội đại biểu      | Lần thứ | Thời gian     | Thời gian     | Địa điểm             | Đại biểu | Cấp ủy                                      | Ghi chú                                     |
| --------------------- | ------- | ------------- | ------------- | -------------------- | -------- | ------------------------------------------- | ------------------------------------------- |
| Đảng bộ tỉnh An Giang | I       | vòng 1        | 10-20/11/1976 | Thị xã Long Xuyên    | 320      | Bầu đại biểu tham dự Đại hội Đảng toàn quốc | Bầu đại biểu tham dự Đại hội Đảng toàn quốc |
| Đảng bộ tỉnh An Giang | I       | vòng 2        | 8-22/4/1977   | Thị xã Long Xuyên    | 320      | 35 1 dự khuyết                              |                                             |
| Đảng bộ tỉnh An Giang | II      | 25-31/12/1979 | 25-31/12/1979 | Thị xã Long Xuyên    | 410      | 41 4 dự khuyết                              |                                             |
| Đảng bộ tỉnh An Giang | III     | vòng 1        | 11-19/01/1982 | Thị xã Long Xuyên    | 327      | Bầu đại biểu tham dự Đại hội Đảng toàn quốc | Bầu đại biểu tham dự Đại hội Đảng toàn quốc |
| Đảng bộ tỉnh An Giang | III     | vòng 2        | 18-21/3/1983  | Thị xã Long Xuyên    | 327      | 43                                          |                                             |
| Đảng bộ tỉnh An Giang | IV      | 14-18/10/1986 | 14-18/10/1986 | Thị xã Long Xuyên    | 355      | 44 15 dự khuyết                             |                                             |
| Đảng bộ tỉnh An Giang | V       | vòng 1        | 25-27/4/1991  | Thị xã Long Xuyên    | 355      | Bầu đại biểu tham dự Đại hội Đảng toàn quốc | Bầu đại biểu tham dự Đại hội Đảng toàn quốc |
| Đảng bộ tỉnh An Giang | V       | vòng 2        | 14-18/10/1991 | Thị xã Long Xuyên    | 357      | 41 2 dự khuyết                              |                                             |
| Đảng bộ tỉnh An Giang | VI      | 5-8/05/1996   | 5-8/05/1996   | Thị xã Long Xuyên    | 350      | 49                                          |                                             |
| Đảng bộ tỉnh An Giang | VII     | 7-11/01/2001  | 7-11/01/2001  | Thành phố Long Xuyên | 369      | 47                                          |                                             |
| Đảng bộ tỉnh An Giang | VIII    | 20-23/12/2005 | 20-23/12/2005 | Thành phố Long Xuyên | 300      | 49                                          |                                             |
| Đảng bộ tỉnh An Giang | IX      | 17-19/10/2010 | 17-19/10/2010 | Thành phố Long Xuyên | 348      | 55                                          |                                             |
| Đảng bộ tỉnh An Giang | X       | 20-22/10/2015 | 20-22/10/2015 | Thành phố Long Xuyên | 349      | 53                                          |                                             |
| Đảng bộ tỉnh An Giang | XI      | 23-25/09/2020 | 23-25/09/2020 | Thành phố Long Xuyên | 349      | 48 (khuyết 3)                               |                                             |

## Bí thư Tỉnh ủy
Đại hội lần thứ I (11/1976-12/1979)
- Bí thư: Lê Văn Nhung (Lê Việt Thắng)
- Phó Bí thư: Nguyễn Văn Hơn

Đại hội lần thứ II (1/1980-3/1983)
- Bí thư: Lê Văn Nhung
- Phó Bí thư: Nguyễn Văn Hơn; Võ Thái Bảo (Tám Sử)

Đại hội lần thứ III (3/1983-10/1986)
- Bí thư: Lê Văn Nhung
- Phó Bí thư: Võ Thái Bảo; Trần Thế Lộc (Bảy Phong)

Đại hội lần thứ IV (10/1986-10/1991)
- Bí thư: Nguyễn Văn Hơn
- Phó Bí thư: Trần Thế Lộc; Trương Công Thận (Ba Đức); Võ Quang Liêm (Ba Liêm); Nguyễn Minh Đào (7/1989-)

Đại hội lần thứ V (10/1991-5/1996)
- Bí thư: Nguyễn Văn Hơn
- Phó Bí thư: Trương Công Thận; Võ Văn Hết (Mười Minh)

Đại hội lần thứ VI (5/1996-2000)
- Bí thư: Trương Công Thận (-7/1998); Nguyễn Hữu Khánh (7/1998-)
- Phó Bí thư: Nguyễn Hữu Khánh (Út Vũ) (-7/1998); Lê Phú Hội; Nguyễn Tuấn Khanh (7/1998-)

Đại hội lần thứ VII (1/2001-12/2005)
- Bí thư: Lê Phú Hội
- Phó Bí thư: Nguyễn Tuấn Khanh (-9/2002); Nguyễn Minh Nhị; Cao Đức Phát (2/2003-)

Đại hội lần thứ VIII (12/2005-10/2010)
- Bí thư: Nguyễn Hoàng Việt (-12/2009); Võ Thanh Khiết (12/2009-)
- Phó Bí thư: Võ Thanh Khiết (-12/2009); Lâm Minh Chiếu; Phan Văn Sáu (2/2010-)

Đại hội lần thứ IX (10/2010-10/2015)
- Bí thư: Phan Văn Sáu
- Phó Bí thư: Phạm Biên Cương; Vương Bình Thạnh; Võ Thị Ánh Xuân (10/2013-)

Đại hội lần thứ X (10/2015-09/2020)
- Bí thư: Võ Thị Ánh Xuân
- Phó Bí thư: Võ Anh Kiệt; Vương Bình Thạnh, Nguyễn Thanh Bình

Đại hội lần thứ XI (09/2020-06/2025)
- Bí thư: Võ Thị Ánh Xuân (-4/2021), Lê Hồng Quang (5/2021-6/2025), Nguyễn Tiến Hải (7/2025-)
- Phó Bí thư: Lê Văn Nưng (-5/2025), Nguyễn Thanh Bình (-12/2023)[3], Hồ Văn Mừng (9/2024-)[4], Nguyễn Thanh Nhàn (7/2025-), Lâm Minh Thành (7/2025-), Trần Thị Thanh Hương (7/2025-)

## Ban Thường vụ Tỉnh ủy (2020 - 2025)
Ngày 30 tháng 6 năm 2025, tại tỉnh Kiên Giang tổ chức Lễ công bố Nghị quyết, Quyết định của Trung ương và địa phương về sắp xếp đơn vị hành chính cấp tỉnh và cấp xã, kết thúc hoạt động cấp huyện. Tại buổi lễ, Bộ Chính trị công bố Quyết định 2154-QĐNS/TW, ngày 23-6-2025 chỉ định Ban Thường vụ Tỉnh ủy An Giang nhiệm kỳ 2020-2025 gồm 17 đồng chí.
1. Nguyễn Tiến Hải - Ủy viên Trung ương Đảng, Bí thư Tỉnh ủy [6]
2. Hồ Văn Mừng - Ủy viên dự khuyết Trung ương Đảng, Phó Bí thư Tỉnh ủy, Chủ tịch UBND tỉnh.[7]
3. Nguyễn Thanh Nhàn - Phó Bí thư thường trực Tỉnh ủy, Chủ tịch HĐND tỉnh [7]
4. Lâm Minh Thành - Phó Bí thư Tỉnh ủy.[7]
5. Trần Thị Thanh Hương - Phó Bí thư Tỉnh ủy, Chủ tịch Ủy ban MTTQ Việt Nam tỉnh, Trưởng Đoàn ĐBQH tỉnh.[7]
6. Lê Hồng Thắm - Phó Chủ tịch HĐND tỉnh.[7]
7. Nguyễn Thanh Phong - Phó Chủ tịch UBND tỉnh.[7]
8. Phạm Hoàng Nam - Trưởng ban Tổ chức Tỉnh ủy.[8]
9. Võ Minh Hoàng - Chủ nhiệm Ủy ban Kiểm tra Tỉnh ủy.[9]
10. Nguyễn Văn Sạch - Trưởng ban Nội chính Tỉnh ủy.[8]
11. Tống Phước Trường - Trưởng ban Tuyên giáo và Dân vận Tỉnh ủy.[8]
12. Thiếu tướng Nguyễn Văn Hận - Giám đốc Công an tỉnh.[10]
13. Đại tá Nguyễn Văn Ngành - Chỉ huy trưởng Bộ Chỉ huy Quân sự tỉnh.
14. Lê Thanh Việt - Phó Chủ tịch thường trực Ủy ban MTTQ Việt Nam tỉnh.[9]
15. Võ Nguyên Nam - Phó Bí thư thường trực Đảng ủy các cơ quan Đảng tỉnh.[11]
16. Mai Hoàng Khởi - Bí thư Đảng ủy phường Rạch Giá.[12]
17. Huỳnh Quốc Thái - Bí thư Đảng ủy phường Long Xuyên.[12]